# Kanton Quintin
Kanton Quintin (fr. Canton de Quintin) je francouzský kanton v departementu Côtes-d'Armor v regionu Bretaň. Tvoří ho osm obcí.

## Obce kantonu
- Le Fœil
- Le Leslay
- Plaine-Haute
- Quintin
- Saint-Brandan
- Saint-Gildas
- Le Vieux-Bourg
- Saint-Bihy